# Isosaari (ö i Finland, Norra Karelen, Pielisen Karjala, lat 63,51, long 28,67)
Isosaari är en ö i Finland. Den ligger i sjön Yöttäjä och i kommunen Nurmes i den ekonomiska regionen  Pielinen-Karelen  och landskapet Norra Karelen, i den centrala delen av landet, 400 km nordost om huvudstaden Helsingfors. Öns area är 2 hektar och dess största längd är 290 meter i sydöst-nordvästlig riktning.